# فابریزیو دی پولی
فابریزیو دی پولی (انگلیسی: Fabrizio De Poli؛ زادهٔ ۱۰ ژانویهٔ ۱۹۵۸) بازیکن فوتبال اهل ایتالیا است.
از باشگاه‌هایی که در آن بازی کرده‌است می‌توان به باشگاه فوتبال پادوا، باشگاه فوتبال لیورنو، باشگاه فوتبال اتلتیکو آرتزو، و باشگاه فوتبال اسپال اشاره کرد.